# The shadow of his wings
The shadow of his wings (cuya traducción al castellano es Un seminarista en las SS, Madrid, 2004) es un libro de carácter autobiográfico escrito por el sacerdote franciscano alemán Gereon Goldmann, publicado en 1964, y que en 1971 había vendido más de 200.000 copias. 
En él, Goldmann narra su vida desde su nacimiento en 1916 hasta 1954, incluyendo su ingreso en las SS, su colaboración con los conspiradores del complot del 20 de julio de 1944 contra Hitler, su ingreso en un campo de refugiados y condena a muerte por parte de un tribunal Francés en Marruecos, y su posterior liberación.
Se trata de una obra singular, tanto por los hechos narrados en ella como por el modo en que son narrados. La manifiesta animadversión del autor hacia el nazismo le hizo objeto de una intensa hostigación por parte de los nazis que puso su vida en peligro en repetidas ocasiones. Escrita en un estilo que la hace asemejarse a una novela de intriga, su valor no radica sólo en su carácter autobiográfico, sino en que incluye toda una serie de hechos que la convierten en un testimonio de indudable valor historiográfico. La autenticidad de los hechos no ha sido discutida por ninguna de aquellas personas que de algún modo se vieron implicadas en los sucesos narrados y que han dejado algún testimonio escrito, y algunas cuestiones sobre la cronología de algunos hechos ocurridos durante la guerra fueron explicadas satisfactoriamente.
Según Alice von Hildebrand, esposa del filósofo Dietrich von Hildebrand y autora de los libros The Privilege of Being a Woman (2002) y Corazón de León (t. o.: The Soul of a Lion: The Life of Dietrich von Hildebrand 2000), se trata de "una obra realmente sorprendente. El lector se siente cautivado desde la primera línea hasta la última. Es un libro de lectura indispensable".